# Кудроу, Лиза
Лиза Валери Кудроу-Стерн (англ. Lisa Valerie Kudrow-Stern; род. 30 июля 1963, Лос-Анджелес, Калифорния, США) — американская актриса кино и телевидения, продюсер, телеведущая и комедиантка, наиболее известная по роли Фиби Буффе в ситкоме NBC «Друзья», за которую получила премию «Эмми» в 1998 году.
Лиза Кудроу, начавшая свою комедийную карьеру с труппой The Groundlings, получила первую известность благодаря второстепенной роли эксцентричной официантки Урсулы Буффе в ситкоме NBC «Без ума от тебя». Это привело её к основной роли Фиби Буффе в другом ситкоме NBC «Друзья», где она снималась с 1994 года по 2004 год и выиграла за роль «Эмми» и две награды Гильдии актёров США. Кудроу с тех пор создала ряд телешоу, наиболее значимый из которых — телесериал HBO «Возвращение», за роль в котором она дважды выдвигалась на «Эмми». За свою карьеру Кудроу в общей сложности десять раз выдвигалась на «Эмми».
В дополнение к своей работе в телевизионных комедиях Лиза Кудроу нашла успех и на большом экране. Она номинировалась на Премию «Независимый дух» за лучшую женскую роль второго плана за роль в фильме «Противоположность секса» (1998), а также сыграла основные роли в фильмах «Роми и Мишель на встрече выпускников» (1997), «Анализируй это» (1999), «Отбой» (2000), «Анализируй то» (2002) и «Правила секса 2: Хэппиэнд» (2005).

## Ранняя жизнь

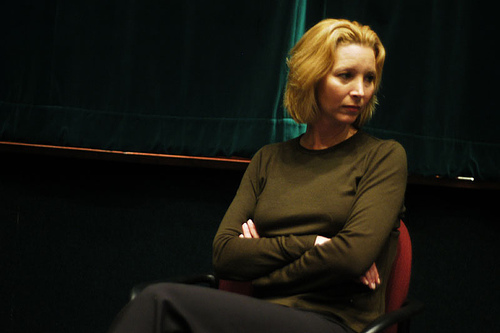
Кудроу в 2004 году

Родилась в Лос-Анджелесе, в еврейской семье Ли Кудроу и Недры Стерн. Её родители выросли в Бруклине, отец работал врачом-неврологом. Бабушка по отцовской линии, Груня Фарберман, до эмиграции в 1921 году жила в местечке Илья Виленской губернии (ныне Вилейский район Минской области); дед по отцовской линии эмигрировал из Могилёва.
В 2008 году Лиза Кудроу в рамках съёмок документального фильма о своей семье посетила Белоруссию, побывав в Минске, Вилейке и Илье.
Она посещала среднюю школу Портола в Тарзане, штат Калифорния и окончила Колледж Вассара со степенью бакалавра в области биологии.

## Карьера
Кудроу начала свою комедийную карьеру в стенд-ап труппе The Groundlings. В 1990 году она пробовалась в шоу Saturday Night Live, но место досталось Джулии Свини. Первой крупной телевизионной ролью Кудроу была роль Урсулы Буффе, эксцентричной официантки в ситкоме «Без ума от тебя». Это позволило ей получить роль в сериале «Друзья», где она играла сестру-близнеца Урсулы, Фиби Буффе, за эту роль она получила «Эмми» за лучшую женскую роль второго плана в комедийном телесериале в 1998 году. Её чаще других ведущих актёров сериала номинировали на эту награду (шесть раз). Лишь она и Дженнифер Энистон получали «Эмми». В 2002 году она наравне с коллегами по шоу стала самой высокооплачиваемой актрисой за всю историю телевидения, получая один миллион долларов за каждый из эпизодов сериала.
На волне успеха сериала, Кудроу сыграла главную роль в кинофильме 1997 года «Роми и Мишель на встрече выпускников». Она получила ряд премий и похвалу от критиков за роль в фильме 1998 года «Противоположность секса». Также она известна благодаря ролям в фильмах «Анализируй это» и в его продолжении «Анализируй то».

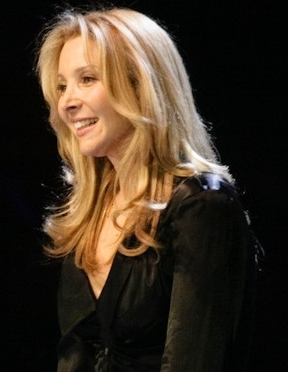
Кудроу в 2009 году

В 2005 году Кудроу вернулась на телевидение в качестве исполнительницы главной роли, создателя и исполнительного продюсера сериала HBO «Возвращение». Кудроу получила массу похвалы от критиков за созданный ей проект, однако его рейтинги были низкими и канал закрыл шоу после одного сезона. С тех пор она, в основном, сосредоточилась на карьере продюсера, и появлялась лишь с небольшими ролями в фильмах «P. S. Я люблю тебя», «Отель для собак» и «Отличница лёгкого поведения». В 2008 году она запустила собственный веб-проект «Интернет-терапия», который в 2011 году перерос в сериал для Showtime. В 2010 году она появилась в эпизоде ситкома Кортни Кокс «Город хищниц».
В 2013 году, после нескольких лет перерыва в актёрской карьере, Кудроу вернулась на телевидение с второстепенной ролью политика в третьем сезоне сериала Шонды Раймс «Скандал». Она играет роль демократической конгрессвумен Жозефин Маркус, которая вступает в предвыборную гонку на пост президента, с целью стать первой женщиной-главнокомандующей. Это фактически её первая драматическая работа в карьере. В 2014 году, спустя девять лет после закрытия, HBO решил возродить её шоу «Возвращение» для второго сезона, и она вернулась к одной из своих самых успешных ролей.
В 2016 году Кудроу снова сыграла роль Кэрол Гладстон в фильме «Соседи. На тропе войны 2», а также снялась в триллере «Девушка в поезде».
Она сыграла Гипатию в четвёртом сезоне сериала «В лучшем мире».
21 февраля 2020 года телекомпания WarnerMedia объявила о запуске производства эпизода «Друзья: Воссоединение», в который вернулись все звездные актёры, включая Кудроу.
8 апреля 2020 года стало известно, что Кудроу получила роль Мэгги Нэрд в предстоящем комедийном сериале Netflix «Космические силы».

## Личная жизнь
Кудроу вышла замуж за французского рекламного деятеля Мишеля Стерна 27 мая 1995 года. Пара живёт в Беверли-Хиллз, штат Калифорния, у них есть сын по имени Джулиан, который родился 7 мая 1998 года. Беременность Кудроу была включена в сценарий четвёртого сезона сериала «Друзья», где её персонаж становится суррогатной матерью и рожает тройню для своего сводного брата и его жены. Помимо своего дома в Беверли-Хиллз, Лиза Кудроу владела пентхаусом в Парк-Сити, штат Юта, который она продала в апреле 2017 года. Она также рассказала в 2019 году, что страдала от дисморфии тела во время работы над сериалом «Друзья».

## Фильмография

### Фильмы
| Год  | Название на русском                  | Название на английском                 | Роль                   | Примечания |
| ---- | ------------------------------------ | -------------------------------------- | ---------------------- | --- |
| 1989 |                                      | L.A. on $5 a Day                       | Чармэр                 | |
| 1991 | Неродившийся ребёнок                 | The Unborn                             | Луиза                  | |
| 1992 | В огне страсти                       | In the Heat of Passion                 | банковский работник    | |
| 1992 | Танец со смертью                     | Dance with Death                       | Милли                  | |
| 1994 | В пылу страсти 2: Неверный           | In the Heat of Passion II: Unfaithful  | банковский работник    | |
| 1995 | Чокнутая нянька                      | The Crazysitter                        | Эдриен Уэкслер-Джонс   | |
| 1996 | Мать                                 | Mother                                 | Линда                  | |
| 1997 | Роми и Мишель на встрече выпускников | Romy and Michele’s High School Reunion | Мишель Вайнберг        | Номинация — Премия «Спутник» за лучшую женскую роль в кинофильме — комедия или мюзикл Номинация — Кинонаграда MTV за лучший танец |
| 1997 | Девушки из офиса                     | Clockwatchers                          | Пола                   | |
| 1997 | Халтурщики                           | Hacks                                  | женщина                | Камео |
| 1998 | Противоположность секса              | The Opposite of Sex                    | Люсия Делири           | Премия общества кинокритиков Бостона за лучшую женскую роль второго плана Премия кинокритиков Нью-Йорка за лучшую женскую роль второго плана Премия национального совета кинокритиков за лучшую женскую роль второго плана Chlotrudis Award за лучшую женскую роль второго плана Номинация — Премия «Независимый дух» за лучшую женскую роль второго плана Номинация — Премия Ассоциации кинокритиков Чикаго за лучшую женскую роль второго плана Номинация — Teen Choice Award — лучший похититель сцен Номинация — American Comedy Award за лучшую женскую роль второго плана |
| 1999 | Анализируй это                       | Analyze This                           | Лаура Макнамара Собель | Blockbuster Entertainment Award за лучшую женскую роль второго плана Номинация — American Comedy Award за лучшую женскую роль второго плана |
| 2000 | Отбой                                | Hanging Up                             | Мэдди Мозел            | Teen Choice Award — лучший похититель сцен |
| 2000 | Счастливые номера                    | Lucky Numbers                          | Кристалл               | |
| 2001 | Парень хоть куда                     | All Over the Guy                       | Мари                   | |
| 2001 | Доктор Дулиттл 2                     | Dr. Dolittle 2                         | Ава                    | Озвучивание |
| 2002 | Лай                                  | Bark!                                  | доктор Дарла           | |
| 2002 | Анализируй то                        | Analyze That                           | Лаура Макнамара Собель | |
| 2003 | Марси Икс                            | Marci X                                | Марси Филд             | |
| 2003 | Уондерлэнд                           | Wonderland                             | Шэрон Холмс            | |
| 2005 | Правила секса 2: Хэппиэнд            | Happy Endings                          | Мэми                   | |
| 2007 | Каблуи                               | Kabluey                                | Лесли                  | Номинация — Премия «Спутник» за лучшую женскую роль в кинофильме — комедия или мюзикл |
| 2007 | P. S. Я люблю тебя                   | P.S. I Love You                        | Дениз                  | |
| 2009 | Отель для собак                      | Hotel for Dogs                         | Лоис                   | |
| 2009 | Окись                                | Powder Blue                            | Салли                  | |
| 2009 | Бумажный человек                     | Paper Man                              | Клэр Данн              | |
| 2009 | Бэндслэм                             | Bandslam                               | Карен Бартон           | |
| 2009 | Любовь и прочие обстоятельства       | Love and Other Impossible Pursuits     | Кэролайн               | Также исполнительный продюсер |
| 2010 | Отличница лёгкого поведения          | Easy A                                 | миссис Гриффит         | |
| 2014 | Соседи. На тропе войны               | Neighbors                              | Дин Кэрол Глэдстоун    | |
| 2016 | Девушка в поезде                     | The Girl on the Train                  | Марта                  | |
| 2016 | Соседи. На тропе войны 2             | Neighbors 2: Sorority Rising           | Дин Кэрол Глэдстоун    | |
| 2017 | Столик №19                           | Table 19                               | Бина Кэпп              | |
| 2019 | Та ещё парочка                       | Long Shot                              | Кэтрин                 | |
| 2020 | Настоящие боссы                      | Like a Boss                            | Шелли                  | |
| 2021 | Друзья: Воссоединение                | Friends: The Reunion                   | в роли самой себя      | |
| 2022 | Лучше Нейт, чем когда-либо           | Better Nate Than Ever                  | тётя Хайди             | |

### Телевидение
| Год        | Название на русском       | Название на английском    | Роль                         | Примечания |
| ---------- | ------------------------- | ------------------------- | ---------------------------- | --- |
| 1989       | Весёлая компания          | Cheers                    | Эмили                        | 1 эпизод |
| 1989       | Замужем за мафией         | Married to the Mob        |                              | Пилот |
| 1989       |                           | Just Temporary            | Николь                       | Пилот |
| 1990       | Ньюхарт                   | Newhart                   | Сэда                         | 1 эпизод |
| 1990       | Жизнь продолжается        | Life Goes On              | Стелла                       | 1 эпизод |
| 1990       |                           | Close Encounters          |                              | Пилот |
| 1991       | Убийство в высоких местах | Murder in High Places     | мисс Ститч                   | Телефильм |
| 1991       |                           | To the Moon, Alice        | Малая роль                   | Короткометражный фильм |
| 1992       | Комната для двоих         | Room for Two              | женщина                      | 1 эпизод |
| 1992—1999  | Без ума от тебя           | Mad About You             | Урсула Буффе                 | 24 эпизода Номинация — Премия Гильдии киноактёров США за лучший актёрский состав в комедийном сериале (1995) Номинация — American Comedy Award лучшей приглашённой актрисе в комедийном сериале (1999) |
| 1993       | Полёт вслепую             | Flying Blind              | Эми                          | 1 эпизод |
| 1993       | Боб                       | Bob                       | Кэти Флейшер                 | 3 эпизода |
| 1993—1994  | Тренер                    | Coach                     | Лорен                        | 2 эпизода |
| 1994—2004  | Друзья                    | Friends                   | Фиби Буффе / Урсула Буффе    | Регулярная роль, 238 эпизодов Премия «Эмми» за лучшую женскую роль второго плана в комедийном телесериале (1998) Премия Гильдии киноактёров США за лучшую женскую роль в комедийном сериале (2000) Премия «Спутник» за лучшую женскую роль в телевизионном сериале — комедия или мюзикл (2001) Премия Гильдии киноактёров США за лучший актёрский состав в комедийном сериале (1996) American Comedy Award за лучшую женскую роль второго плана на телевидении (2000) Номинация — Премия «Эмми» за лучшую женскую роль второго плана в комедийном телесериале (1995, 1997, 1999—2001) Номинация — Премия «Золотой глобус» за лучшую женскую роль второго плана — мини-сериал, телесериал или телефильм (1996) Номинация — Премия Гильдии киноактёров США за лучшую женскую роль в комедийном сериале (1996, 1999, 2004) Номинация — Премия «Спутник» за лучшую женскую роль в телевизионном сериале — комедия или мюзикл (2002) Номинация — Премия Гильдии киноактёров США за лучший актёрский состав в комедийном сериале (1999—2004) Номинация — Teen Choice Award за лучшую женскую роль в комедийном телесериале (2002) Номинация — American Comedy Award за лучшую женскую роль второго плана на телевидении (1996, 1999, 2001) |
| 1996       | Хоуп и Глория             | Hope & Gloria             | Фиби Буффе                   | 1 эпизод |
| 1998       | Симпсоны                  | The Simpsons              | Алекс Уитни                  | Озвучивание, эпизод «Lard of the Dance» |
| 1998-1999  | Геркулес                  | Hercules                  | Афродита                     | Озвучивание, 4 эпизода |
| 2001       | Царь горы                 | King of the Hill          | Марджори Питтман             | Озвучивание, 1 эпизод |
| 2001       | Подсказки Бульки          | Blue’s Clues              | доктор                       | Озвучивание, 1 эпизод |
| 2005       | Отец прайда               | Father of the Pride       | Фоо-лин                      | Озвучивание, 1 эпизод |
| 2005       |                           | Hopeless Pictures         | Сэнди                        | Озвучивание, 2 эпизода |
| 2005, 2014 | Возвращение               | The Comeback              | Валери Чериш                 | Регулярная роль, 13 эпизодов, также исполнительный продюсер и сценарист Премия «Грейси» за лучшую женскую роль в комедийном сериале (2006) Номинация — Премия «Эмми» за лучшую женскую роль в комедийном телесериале (2006, 2015) Номинация — Премия «Спутник» за лучшую женскую роль в телевизионном сериале — комедия или мюзикл (2006) Номинация — Премия «Выбор телевизионных критиков» за лучшую женскую роль в комедийном сериале (2015) |
| 2006       | Американский папаша!      | American Dad!             | призрак Рождества            | Озвучивание, 1 эпизод |
| 2008-2014  | Интернет-терапия          | Web Therapy               | Фиона Уоллис                 | Веб-сериал, также исполнительный продюсер и сценарист |
| 2010       | Город хищниц              | Cougar Town               | доктор Эмми Эванс            | 1 эпизод |
| 2010-2022  | Родословная семьи         | Who Do You Think You Are? | ведущая                      | Также исполнительный продюсер Номинация — Премия «Эмми» за лучшую реалити-программу (2012) |
| 2011-2015  | Интернет-терапия          | Web Therapy               | Фиона Уоллис                 | Регулярная роль, также исполнительный продюсер и сценарист Номинация — Премия «Эмми» за лучшую специальную программу с методом живого действия (2012) |
| 2013       | Скандал                   | Scandal                   | конгрессвумен Жозефин Маркус | Сезон 3 |
| 2015       | Конь БоДжек               | BoJack Horseman           | Ванда Пирс                   | Озвучивание, 7 эпизодов |
| 2020       | Космические силы          | Space Force               | Мэгги Нэйрд                  | Сезон 1 |
| 2021       | Друзья: Воссоединение     | Friends: The Reunion      | в роли самой себя            | |
| 2024       | За красивым фасадом       | No Good Deed              | Лидия Морган                 | |